# Darius de Mediër
Darius de Mediër wordt in Daniël 6-11 in de Hebreeuwse Bijbel genoemd als koning tussen Belsassar en Cyrus de Grote. Er is geen bewijs voor zijn bestaan. Zonder negeren van archeologisch materiaal kan geen koning worden gevoegd tussen de bevestigde personen Belsassar en Cyrus.
Darius de Mediër zou 62 jaar oud zijn geweest bij de val van het Babylonische rijk (Daniël 6:1), dus in 539 v.Chr. Er wordt ook gezegd dat Darius de zoon was van Ahasveros (Daniël 9:1). Deze komt ook in Ester voor en wordt meestal geïdentificeerd met Xerxes I, die regeerde van 486 v.Chr. tot 465 v.Chr.

## Verhalen
Darius de Mediër wordt voor het eerst vermeld direct na het verhaal over het "Feest van Belsassar" (Daniël 5). Hierin richtte Belsassar, koning van Babylonië, een groot feest aan. Tijdens dit feest verscheen er een hand die op de muur schreef: "Mene mene tekel ufarsin" (Hebreeuws voor "geteld, geteld, gewogen en verdeeld"). Daniël interpreteerde deze woorden zo dat Belsassar was gewogen en te licht bevonden. Zijn koninkrijk was verdeeld en gegeven aan de Meden en de Perzen. Het verhaal eindigde met de val van het Babylonische rijk, nog diezelfde nacht. Belsassar werd vermoord en Darius de Mediër nam zijn koninkrijk over.

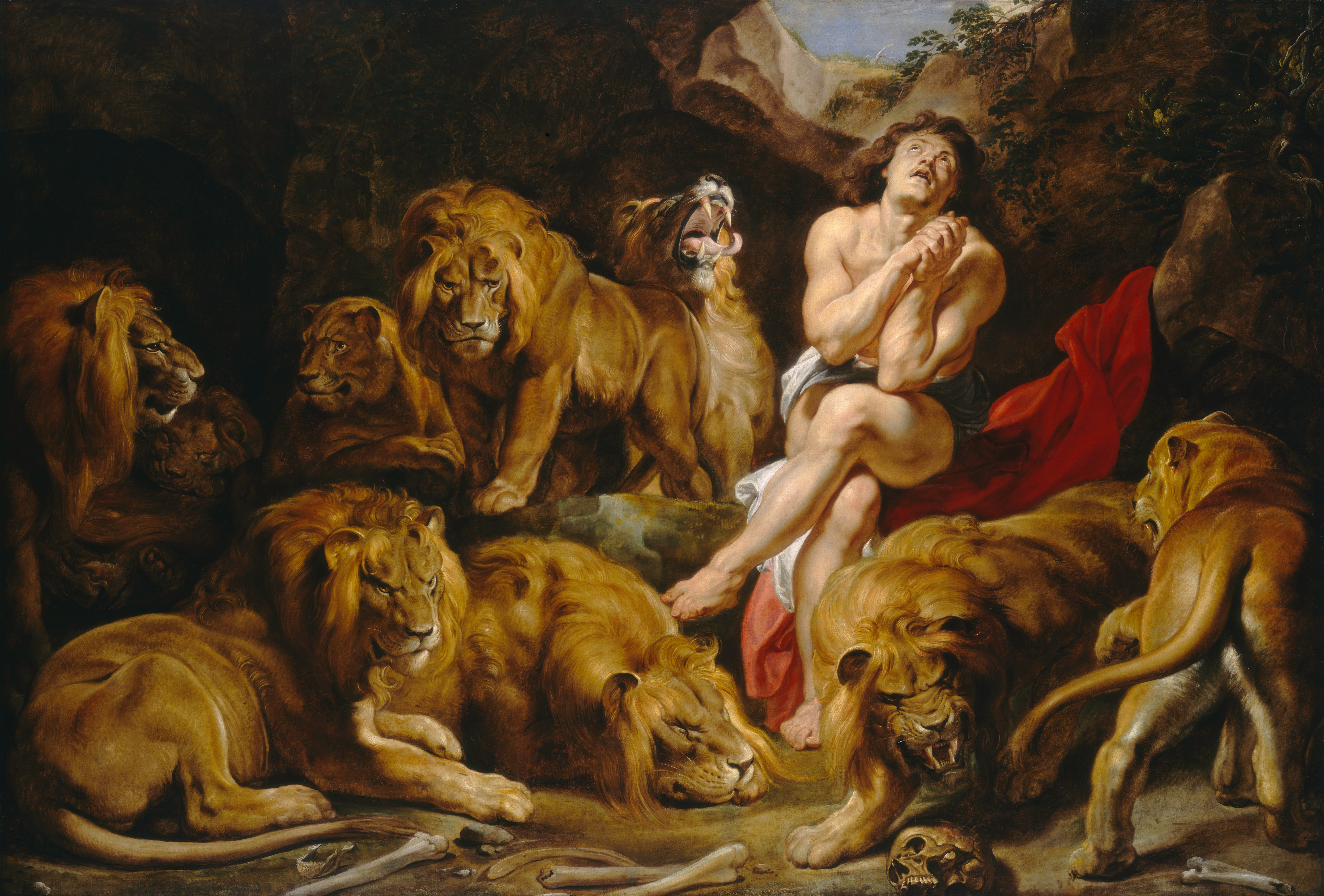
Peter Paul Rubens, Daniël in de leeuwenkuil

In het daarop volgende verhaal over Daniël in de leeuwenkuil werd Darius de Mediër misleid door zijn hovelingen. Hij vaardigde een wet uit die ertoe leidde dat hij zijn vertrouweling Daniël in een kuil met leeuwen moest laten werpen.

## Historiciteit
Er is geen bewijs voor het bestaan van Darius de Mediër. Het onderzoek van H. H. Rowley heeft doorslaggevend aangetoond dat Darius de Mediër niet kan worden geïdentificeerd met enige koning. Vrijwel alle historici beschouwen hem als een literair fictief persoon, waarbij de Perzische koning wordt gecombineerd met Darius I en de woorden van Jeremia 51:11 waarin staat dat JHWH "de koning van Medië [heeft] aangevuurd" om Babel te vernietigen.
Toch zijn er, vooral in christenfundamentalistische kringen, diverse pogingen gedaan het boek Daniël met de gevestigde historische feiten te rijmen. Enkele identificaties:
- Darius was een gebruikelijke naam van de vorsten van de Achaemeniden, zoals in het geval van Darius I (521–485 v.Chr.), Darius II en Darius III. Het is vrijwel uitgesloten dat met Darius de Mediër een van deze vorsten werd aangeduid. Het is waarschijnlijker dat de onbekende auteur / redacteur van Daniël de namen Darius en Cyrus heeft verward. De wetenschappelijke consensus is dat het boek Daniël rond de 2e eeuw v.Chr. zijn definitieve vorm kreeg, dus ongeveer 400 jaar na de beschreven gebeurtenissen, wat een dergelijke verwarring niet onwaarschijnlijk maakt.
- Cyrus van Ugbaru (ook Gubaru genoemd, waarschijnlijk dezelfde als Gobryas in Xenophons De vorming van Kyros): de Babylonische gouverneur van Gutium die overliep naar de Perzen en Babylon als generaal als eerste binnenkwam in 539 v.Chr.[2][5][6]
- Cyrus II de Grote: In Daniël 6:29 wordt Darius expliciet naast de Perzische koning Cyrus genoemd, waaruit blijkt dat de auteur van Daniël hen als twee verschillende personen zag.[7][8] Sommigen menen toch dat in Daniël wordt gesproken over één persoon en geven het vers weer als: "Zo ging het Daniël voorspoedig onder het koningschap van Darius, dat wil zeggen het koningschap van Cyrus de Pers."[9]
- Astyages: de laatste koning van de Mediërs werd door Cyrus in 550 v.Chr. (of 553 v.Chr.) verslagen. Er is geen verslag waarin hij wordt vermeld als aanwezig bij de val van Babylon. Hij krijgt in hedendaagse werken daarom weinig aandacht, maar Flavius Josephus (1e eeuw) schreef dat Darius de Mediër de zoon van Astyages was. De kerkvader Hiëronymus nam dit van hem over.[10]
- Cyaxares II: Xenophon schreef over een koning van de Mediërs die Cyaxares heette en de zoon van Astyages was. (Deze Cyaxares II moet niet worden verward met Cyaxares, de vader van Astyages.) Andere Griekse bronnen schreven dat Astyages geen zoon had. Volgens Xenophon werd Cyrus koning van Medië door Cyaxares' dochter te huwen. Dit is strijdig met alle andere bronnen, vooral die van de Babyloniërs die zeggen dat Cyrus Medië veroverde door Astyages te verslaan. Geen historicus aanvaardt Xenophons vermelding van Cyaxares. Los daarvan zei Xenophon ook niet dat Cyaxares Babylon regeerde.[10]

Sommige christenfundamentalistische geloofsgemeenschappen, zoals Jehova's getuigen, erkennen dat er geen archeologisch bewijs is voor de historiciteit van Darius de Mediër, maar suggereren dat het gevonden archeologische materiaal is vervalst en de vermeldingen van Darius de Mediër zijn uitgewist.